# Frank Murphy (athlétisme, 1947)
Pour les articles homonymes, voir Murphy et Frank Murphy.
Francis Murphy, dit Frank Murphy, (né le 21 mai 1947 à Dublin et mort le 5 janvier 2017 à Dublin) est un athlète irlandais, spécialiste des courses de demi-fond.

## Biographie
Frank Murphy remporte la médaille d'argent du 1 500 mètres lors des championnats d'Europe 1969, à Athènes, devancé par le Britannique John Whetton.
En 1970, il se classe deuxième du 1 500 m des Championnats d'Europe en salle à Vienne (Autriche).

### Palmarès
| Date | Compétition                    | Lieu              | Résultat | Épreuve | Performance  |
| ---- | ------------------------------ | ----------------- | -------- | ------- | ------------ |
| 1969 | Championnats d'Europe          | Athènes           | 2e       | 1 500 m | 3 min 39 s 5 |
| 1970 | Championnats d'Europe en salle | Vienne (Autriche) | 2e       | 1 500 m | 3 min 49 s 0 |

### Records
| Épreuve | Performance  | Lieu    | Date         |
| ------- | ------------ | ------- | ------------ |
| 1 500 m | 3 min 38 s 5 | Athènes | 14 juin 1972 |